# Elaphoglossum minutissimum
Elaphoglossum minutissimum là một loài dương xỉ trong họ Dryopteridaceae. Loài này được R.C. Moran & Mickel mô tả khoa học đầu tiên năm 2004.
Danh pháp khoa học của loài này chưa được làm sáng tỏ. 